# 대구광역시의 초등학교 목록
다음은 대구광역시의 초등학교 목록이다.  아래 목록은 찾기의 편의를 위하여 공통적으로 '대구'로 시작하는 학교는 '대구'를 생략하였고, 그 다음 글자로 정렬의 대상으로 삼았다. 총 222개의 초등학교가 있다.

## 가
가창초등학교 · 
고매초등학교 · 
감삼초등학교 · 
감천초등학교 · 
강동초등학교 · 
강북초등학교 · 
경동초등학교 · 
경북대학교 사범대학 부설초등학교 · 
경운초등학교 · 
경진초등학교 · 
계성초등학교 · 
고산초등학교 · 
공산초등학교 · 
관남초등학교 · 
관문초등학교 · 
관음초등학교 · 
관천초등학교 · 
교동초등학교 · 
구암초등학교 · 
구지초등학교 · 
군위초등학교 · 
금계초등학교 · 
금포초등학교

## 나
남대구초등학교 · 
남덕초등학교 · 
남도초등학교 · 
남동초등학교 · 
남명초등학교 · 
남부초등학교 · 
남산초등학교 · 
남송초등학교 · 
내당초등학교 · 
내서초등학교 · 
노변초등학교 · 
노전초등학교 · 
논공초등학교

## 다
다사초등학교 · 
달산초등학교 · 
달서초등학교 · 
달성초등학교 · 
대곡초등학교 · 
대구교육대학교 대구부설초등학교 · 
대구초등학교 · 
대남초등학교 · 
대덕초등학교 · 
대동초등학교 · 
대명초등학교 · 
대봉초등학교 · 
대산초등학교 · 
대서초등학교 · 
대성초등학교 · 
대진초등학교 · 
대천초등학교 · 
대청초등학교 · 
덕성초등학교 · 
덕인초등학교 · 
도남초등학교 · 
도림초등학교 · 
도원초등학교 · 
동곡초등학교 · 
동대구초등학교 · 
동덕초등학교 · 
동도초등학교 · 
동문초등학교 · 
동변초등학교 · 
동부초등학교 · 
동산초등학교 · 
동성초등학교 · 
동신초등학교 · 
동원초등학교 · 
동인초등학교 · 
동일초등학교 · 
동천초등학교 · 
동촌초등학교 · 
동평초등학교 · 
동호초등학교 · 
두류초등학교 · 
두산초등학교 · 
들안길초등학교

## 마
만촌초등학교 · 
매곡초등학교 · 
매동초등학교 · 
매천초등학교 · 
매호초등학교 · 
명곡초등학교 · 
명덕초등학교 · 
문성초등학교

## 바
반송초등학교 · 
반야월초등학교 · 
방촌초등학교 · 
범물초등학교 · 
범어초등학교 · 
범일초등학교 · 
복명초등학교 · 
복현초등학교 · 
본리초등학교 · 
봉덕초등학교 · 
봉무초등학교 · 
부계초등학교 · 
북대구초등학교 · 
북동초등학교 · 
북부초등학교 · 
북비산초등학교 · 
불로초등학교 · 
비봉초등학교 · 
비산초등학교

## 사
사월초등학교 · 
산격초등학교 · 
삼덕초등학교 · 
삼영초등학교 · 
삼육초등학교 · 
상원초등학교 · 
상인초등학교 · 
새론초등학교 · 
서대구초등학교 · 
서도초등학교 · 
서변초등학교 · 
서부초등학교 · 
서재초등학교 · 
서촌초등학교 · 
서평초등학교 · 
선원초등학교 · 
성곡초등학교 · 
성남초등학교 · 
성당초등학교 · 
성동초등학교 · 
성명초등학교 · 
성북초등학교 · 
성산초등학교 · 
성서초등학교 · 
성지초등학교 · 
송원초등학교 · 
송일초등학교 · 
송정초등학교 · 
송현초등학교 · 
수성초등학교 · 
수창초등학교 · 
숙천초등학교 · 
시지초등학교 · 
신당초등학교 · 
신매초등학교 · 
신서초등학교 · 
신성초등학교 · 
신암초등학교 · 
신월초등학교 · 
신천초등학교 · 
신흥초등학교

## 아
아양초등학교 · 
안일초등학교 · 
영선초등학교 · 
영신초등학교 · 
옥산초등학교 · 
옥포초등학교 · 
와룡초등학교 · 
왕선초등학교 · 
용계초등학교 · 
용산초등학교 · 
용전초등학교 · 
용지초등학교 · 
용호초등학교 · 
우보초등학교 · 
욱수초등학교 · 
운암초등학교 · 
월곡초등학교 · 
월배초등학교 · 
월서초등학교 · 
월성초등학교 · 
월암초등학교 · 
월촌초등학교 · 
유가초등학교 · 
유천초등학교 · 
율금초등학교 · 
율원초등학교 · 
율하초등학교 · 
의흥초등학교 (석산분교) · 
이곡초등학교 · 
이현초등학교 · 
인지초등학교 · 
입석초등학교

## 자
장기초등학교 · 
장동초등학교 · 
장산초등학교 · 
장성초등학교 · 
조암초등학교 · 
조야초등학교 · 
종로초등학교 · 
죽곡초등학교 · 
죽전초등학교 · 
중리초등학교 · 
중앙초등학교 · 
지묘초등학교 · 
지봉초등학교 · 
지산초등학교 · 
진월초등학교 · 
진천초등학교

## 차
천내초등학교 · 
청림초등학교 · 
칠곡초등학교 · 
칠성초등학교 · 
침산초등학교

## 타
태암초등학교 · 
태전초등학교 · 
태현초등학교

## 파
파동초등학교 · 
파호초등학교 · 
팔달초등학교 · 
평리초등학교

## 하
하빈초등학교 · 
학남초등학교 · 
학산초등학교 · 
학정초등학교 · 
한샘초등학교 · 
한솔초등학교 · 
한실초등학교 · 
함지초등학교 · 
해서초등학교 · 
해안초등학교 · 
현풍초등학교 · 
호산초등학교 · 
화남초등학교 · 
화동초등학교 · 
화원초등학교 · 
황금초등학교 · 
효동초등학교 · 
효령초등학교 · 
효명초등학교 · 
효목초등학교 · 
효성초등학교 · 
효신초등학교